# Canton de Perpignan-7
Le canton de Perpignan-7 est une division administrative française, située dans le département des Pyrénées-Orientales et la région Languedoc-Roussillon.

## Composition
Le canton de Perpignan-7 groupe 2 communes :
| Communes                                             | Population (2012) | Code postal | Code Insee |
| ---------------------------------------------------- | ----------------- | ----------- | ---------- |
| Perpignan (chef-lieu du canton), fraction de commune | 13 319            | 66000       | 66136      |
| Bompas                                               | 7 197             | 66430       | 66021      |

### Quartiers de Perpignan inclus dans le canton
- Les Platanes
- Les Coves
- Clos-Banet
- Mas Vermeil
- Route de Canet
- Massilia
- Mas Llaró
- Château-Roussillon

### Découpage
La fraction de la commune de Perpignan est définie par les limites territoriales des communes de Bompas, Villelongue-de-la-Salanque, Canet-en-Roussillon et Cabestany, ainsi que par l'axe des voies ci-après : route de Cabestany, rue de la Cigale-d'Or, avenue du Grand-Large, avenue des Tamaris, rue des Récifs, avenue Rosette-Blanc, boulevard Jean-Bourrat, boulevard Wilson, place du Colonel-Cayrol, cours Palmarole, rue Ducup-de-Saint-Paul jusqu'à l'axe de la rivière La Têt et par l'axe de la rivière La Têt.

## Histoire
Le canton de Perpignan-VII a été créé lors du démembrement des cantons de Perpignan-Ouest et Perpignan-Est en 1973 (décret n° 73-819 du 16 août 1973). Initialement, le canton de Perpignan-VII (ou Ribéral-Salanque) comprenait les communes de Villeneuve-de-la-Rivière, Baho, Saint-Estève, Pia, Bompas, Villelongue-de-la-Salanque et Sainte-Marie-la-Mer. Le chef-lieu avait curieusement été fixé à Perpignan, qui ne faisait pourtant pas partie du canton !
Un redécoupage a fait éclater le canton de Perpignan-VII en 1985 (décret n° 85-149 du 31 janvier 1985), répartissant les communes entre les cantons de Rivesaltes, Saint-Laurent-de-la-Salanque et les nouveaux cantons de Saint-Estève et Perpignan-7. L'actuel canton de Perpignan-7 n'a de commun avec celui créé en 1973 que la commune de Bompas.

### Liste des conseillers généraux
| Période | Période          | Identité          | Étiquette | Qualité                                                                        |
| ------- | ---------------- | ----------------- | --------- | ------------------------------------------------------------------------------ |
| 1985    | 1988 (démission) | Claude Barate     | RPR       | Maître de conférences député (1986-1997) Premier adjoint au maire de Perpignan |
| 1988    | 1998             | Françoise Barate  | RPR       | Conseillère régionale de 1998 à 2004                                           |
| 1998    | 2004             | Claude Cansouline | PS        | Conseiller municipal de Perpignan                                              |
| 2004    | 2015             | Jean Sol          | UMP       | Conseiller municipal de Bompas                                                 |

| Période                                  | Période | Identité  | Étiquette   | Qualité                           |
| ---------------------------------------- | ------- | --------- | ----------- | --------------------------------- |
| 1973                                     | 1985    | Michel Ey | RI puis UDF | Maire de Saint-Estève (1959-1995) |
| Les données manquantes sont à compléter. |         |           |             |                                   |

### Historique des élections

#### Élection de 1998
Les élections cantonales de 1998 ont eu lieu en mars. 
Abstention : 43,01 % au premier tour ; 45,84 % au second tour.
| Candidat          | Parti | %       | Voix |
| ----------------- | ----- | ------- | ---- |
| Claude Cansouline | PS    | 39,17 % | 2426 |
| Françoise Barate  | RPR   | 33,65 % | 2084 |
| Roger Chenaye     | FN    | 27,19 % | 1784 |

#### Élection de 2004
Les élections cantonales de 2004 ont eu lieu les dimanches 21 et 28 mars 2004. 
Abstention : 36,21 % au premier tour ; 30,82 % au second tour.
| Candidat          | Parti | %       | Voix |
| ----------------- | ----- | ------- | ---- |
| Jean Sol          | UMP   | 45,02 % | 4000 |
| Claude Cansouline | PS    | 39,63 % | 3521 |
| Joseph Sampe      | FN    | 15,34 % | 1363 |

## Démographie
| 1975 | 1982 | 1990   | 1999   | 2006   | 2011   | 2012   |
| ---- | ---- | ------ | ------ | ------ | ------ | ------ |
| -    | -    | 16 790 | 18 243 | 20 647 | 20 516 | 20 211 |